# Nậm Cha
Nậm Cha là một xã thuộc huyện Sìn Hồ, tỉnh Lai Châu, Việt Nam.
Xã Nậm Cha có diện tích 61,83 km², dân số năm 2011 là 3.219 người, mật độ dân số đạt 52 người/km².